# Gian Gianett Cloetta
Gian Gianett Cloetta, im Lokalidiom auch Żon Żanett Cloetta (* 29. April 1874 in Bergün/Bravuogn; † 1965 in Thusis), war ein Schweizer Lehrer, Dichter und Linguist, der im rätoromanischen Dialekt Bargunsegner sowie in den Idiomen Puter und Vallader schrieb.

## Leben und Werk
Cloetta stammte aus Bergün/Bravuogn und wirkte in Tschlin im Unterengadin und in Thusis am Hinterrhein als Lehrer. Er ist einer der wenigen Vertreter der bergünerromanischen Literatur, die das Spannungsfeld der dem Surmiran nahen lokalen Mundart und der gebräuchlichen Schriftsprache Puter zu bewältigen haben. Cloetta verfasste zahlreiche Gedichte, drei kleinere Versepen, zwei Dramen und sechs Erzählungen. Wiederkehrende Themen sind das Bauernleben, die Familie, die Natur, die Heimat, die Sprachidentität sowie geschichtliche und sagenhafte Motive. Als Erster schuf er eine Grammatik des Bergünerromanischen, die 1964 erschien, kurz vor seinem Tod.

## Werke (Auswahl)
Gedichtbände
- Flurettas da god (1919)
- Sulagl d’Utuon (1951)

Einzelne Gedichte (Auswahl)
- Ils Dschembers della muotta
- In mia val
- A la patria
- Matg de flurs
- Ad ais inglur ün cumünet
- La sera
- O benedi utuon
- Amur fortünada
- Nel elster
- L’alosser

Versepen
- L’arazun (1914)
- Ad acla (1917)
- Rudolfus de Purgünne (1952/1953)

Erzählungen
- Co tscha reverendo Tieuramdvantet felice (1919)
- Il schazzi da Bärenburg (1919)
- Christoffel Rageth (1927)
- Ils ultims Breschas u la Funtauna dal Müt (1940)
- Fatschel (1950)
- Valentin Loda (1964)

Dramen
- La stria da Prosaut e donna Lupa (1949)
- Giachen Brin (1951)

Philologische Texte
- Igl pled da Brauégn (1965)

Liedersammlung (Herausgeber)
- Chanzunettas populeras rumauntschas